# José Lothario
Guadalupe G. Robledo (né le 12 décembre 1934 à Torreón dans l'État de Coahuila au Mexique et mort le 6 novembre 2018 à San Antonio dans l'État du Texas aux États-Unis) est un catcheur (lutteur professionnel) et un entraîneur de catch mexicain mieux connu sous le nom de ring de Jose Lothario.

## Jeunesse
Robledo grandit dans une famille nombreuse puisqu'il a neuf frères et sœurs. Il fait de la boxe dans la catégorie des poids moyen.

## Biographie

### Carrière
Jose Lothario a combattu dans la NWA pour la plus grande partie de sa carrière. Il avait à un certain moment une série de victoires de plus de 50 matchs.
Le jour de Noël de 1970, Jose Lothario s'est associé avec Danny Miller pour battre les Enfers et gagner le Championnat d'Équipe d'Étiquette de la Floride NWA. Dans le storyline, les champions précédents, Dusty Rhodes et Dick Murdoch, avaient été dépouillés des titres.
Jose Lothario a par la suite formé Shawn Michaels et est apparu sur écran avec lui quand il a gagné le Championnat WWF et l'a géré pendant plusieurs mois jusqu'au Royal Rumble 1997.

### Famille
Son fils Pete était aussi un lutteur professionnel au Texas et est apparu à la télévision pour la WWE. Sa femme, Jean Lothario, a aussi lutté avec l'Alliance Luttante du Sud-ouest de Joe Blanchard. Ils ont aussi une fille, Gina, qui n'est pas impliquée dans la lutte.

## Palmarès
- Championship Wrestling from Florida
  - NWA Brass Knuckles Championship (Florida version) (4 fois)[6]
  - NWA Florida Tag Team Championship (2 fois) avec Argentina Apollo (1) et Danny Miller (1)
  - NWA Southern Tag Team Championship (Florida version) (5 fois) avec Don Curtis (1), Joe Scarpa (3) et Dory Funk (1)
  - NWA World Tag Team Championship (Florida version) (4 fois) avec Wahoo McDaniel (2), Eddie Graham (1) et Sam Steamboat (1)[7]

- Gulf Coast Championship Wrestling
  - NWA Gulf Coast Heavyweight Championship (1 fois)

- L&G Promotions
  - L&G Caribbean Heavyweight Championship (1 fois)

- NWA Big Time Wrestling
  - NWA American Tag Team Championship (6 fois) avec Ivan Putski (1), Mil Máscaras (1), El Halcon (3) et Tiger Conway, Jr. (1)
  - NWA Brass Knuckles Championship (Texas version) (3 fois)
  - NWA Texas Heavyweight Championship (4 fois)
  - NWA Texas Tag Team Championship (8 fois) avec Mil Máscaras (1), Ivan Putski (2), Alberto Madril (3), Rocky Johnson (1) et Cien Caras (1)[8]
  - WCCW Television Championship (1 fois)

- Universal Wrestling Federation (Bill Watts)
  - NWA Louisiana Heavyweight Championship (Tri-State version) (1 fois)